# Ramoldsreuth
Ramoldsreuth war ein Ort bei Großzöbern im sächsischen Vogtlandkreis, der im Zuge des Baus der Talsperre Dröda (1964–1971) zerstört wurde. Seine Flur wurde in diesem Zuge am 1. September 1968 nach Großzöbern eingemeindet, mit der sie am 1. Januar 1994 zur Gemeinde Burgstein und am 1. Januar 2011 zur Gemeinde Weischlitz kam.

## Geographie

### Geographische Lage und Verkehr

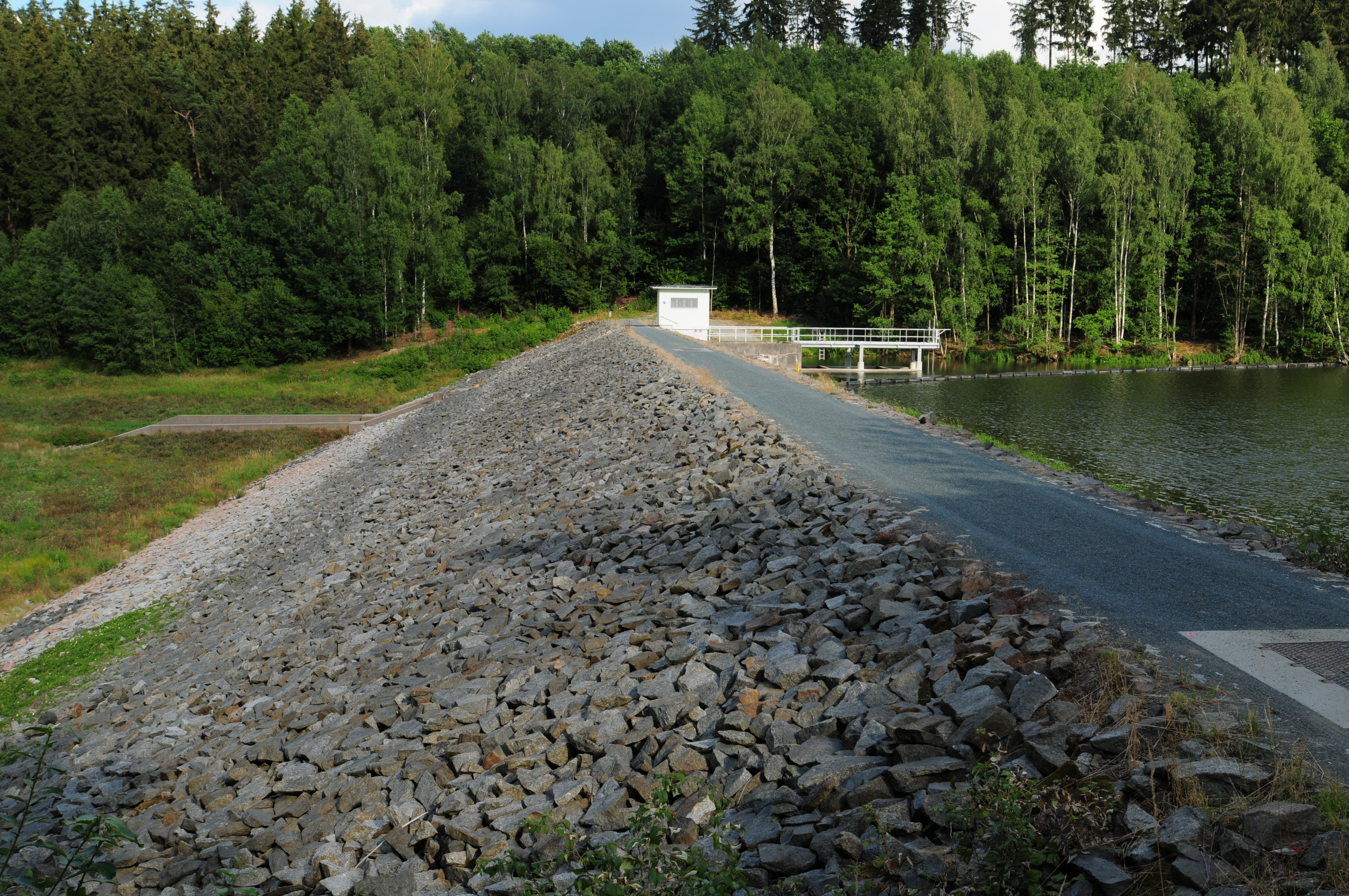
Vorsperre Ramoldsreuth der Talsperre Dröda

Ramoldsreuth lag im Tal des Feilebachs südwestlich von Großzöbern. Die einstige Ortslage befindet sich heute nahe dem Staubereich der Talsperre Dröda, unweit der Vorsperre Ramoldsreuth. Durch die Flur von Ramoldsreuth führt die Staatsstraße 319 (ehemalige Bundesstraße 173) im Süden und die Bundesautobahn 72 in der nördlichen Ortsflur.
Die einstige Ortslage befindet sich im Westen des Vogtlandkreises und im sächsischen Teil des historischen Vogtlands. Geografisch liegt die Wüstung im Zentrum des Naturraums Vogtland (Mittelvogtländisches Kuppenland). Durch die Ortsflur verläuft der Kammweg Erzgebirge–Vogtland.

### Nachbarorte
| Krebes mit Schwarzenreuth | Ruderitz                                    |                        |
| Heinersgrün               | Kompassrose, die auf Nachbargemeinden zeigt | Großzöbern mit Berglas |
|                           |                                             | Engelhardtsgrün        |

## Geschichte
Das Platzdorf Ramoldsreuth wurde erstmals im Jahr 1301 als „Ramungsrute“ erwähnt. Bezüglich der Grundherrschaft war der Ort geteilt. Um 1542 gehörte Ramoldsreuth anteilig dem Deutschen Ritterorden zu Plauen, dem Kloster Hof, dem Rittergut Heinersgrün und als Amtsdorf direkt dem Amt Voigtsberg. Um 1764 bis 1856 unterstand Ramoldsreuth anteilig dem Rittergut Heinersgrün und der andere Teil als Amtsdorf direkt dem kursächsischen bzw. königlich-sächsischen Amt Voigtsberg. Kirchlich gehörte Ramoldsreuth seit jeher zur Streitpfarre Wiedersberg. 1856 wurde Ramoldsreuth dem Gerichtsamt Oelsnitz und 1875 der Amtshauptmannschaft Oelsnitz angegliedert. Durch die zweite Kreisreform in der DDR kam die Gemeinde Ramoldsreuth im Jahr 1952 zum Kreis Oelsnitz im Bezirk Chemnitz (1953 in Bezirk Karl-Marx-Stadt umbenannt).
Zwischen 1964 und 1971 erfolgte der Bau der Talsperre Dröda im Tal des Feilebachs. Bis auf die etwas abseits im Tal an der Straße nach Engelhardtsgrün gelegene Riedel-Mühle lag Ramoldsreuth nicht im Staubereich der künftigen Talsperre, jedoch im 5-km-Sperrgebiet der damaligen innerdeutschen Grenze. Der Abriss des Dorfes erfolgte im Rahmen des Talsperrenbaus, der tatsächliche Grund dafür dürfte jedoch die Grenznähe gewesen sein. Die devastierte Ortsflur wurde formal am 1. September 1968 nach Großzöbern im Kreis Plauen-Land eingemeindet. Neben einigen Dorfstraßen, die als unbefestigte Wege zum Teil noch immer vorhanden sind, erinnert an den einstigen Ort heute auch die Vorsperre Ramoldsreuth.
Als Teil der Gemeinde Großzöbern gehörte die Flur von Ramoldsreuth seit 1990 zum sächsischen Landkreis Plauen, der 1996 im Vogtlandkreis aufging. Am 1. Januar 1994 schloss sich die Gemeinde Großzöbern mit sechs weiteren Gemeinden zur Gemeinde Burgstein zusammen, die wiederum am 1. Januar 2011 in die Großgemeinde Weischlitz eingegliedert wurde. Seitdem gehört die Flur Ramoldsreuth zur Ortschaft Großzöbern der Gemeinde Weischlitz.